# Campyloneurus robusticella
Campyloneurus robusticella (лат.) — вид паразитических наездников рода Campyloneurus из семейства Braconidae.

## Распространение
Китай (Hunan)

## Описание
Мелкие бракониды (длина около 7 мм). Усики тонкие, нитевидые, состоят из 51 членика. От близких видов отличается следующими признаками: яйцеклад равен 0,3 × длины переднего крыла (у сходного вида Campyloneurus serenans равен 0,7 × длины переднего крыла); мезосома полностью красновато-жёлтая (у C. serenans красновато-коричневая, за исключением мезоскутума и чёрной метаплевры); первый тергит метасомы полностью черный (у C. serenans чёрный, кроме беловато-жёлтого с боков).
Третий тергит брюшка в задней части с хорошо развитой зазубреной поперечной бороздкой. Усики длиннее переднего крыла; дорсальный клипеальный край килевидный; брюшко гладкой и блестящее. Предположительно эктопаразитоиды личинок жуков.